# Samuel Stryk
Samuel Stryk (Lenzen, 22 novembre 1640 – Halle, 23 luglio 1710) è stato un giurista tedesco.
Membro del consiglio aulico, rivestì numerosi ruoli di prestigio all'interno delle istituzioni del Sacro Romano Impero. La sua opera più importante fu Usus modernus Pandectarum, scritta tra il 1690 e il 1712, ispirerà il nome di un filone di analisi giuridica sorto all'interno dei giuristi della cosiddetta scuola culta, chiamata Usus modernus Pandectarum. Altri suoi importati lavori furono Tractatus de actionibus forensibus (edito nel 1688), Centuria differentiarum iuris veteris et novissimi (1697), Disputationes iuridicae Francofurtenses e Dissertationes Hallenses.
Insegnò presso l'università di Francoforte sull'Oder, di Berlino, di Wittenberg e di Halle, fornendo un sostanziale apporto, non solo nell'insegnamento ma anche nello sviluppo della didattica.